# Pousos
Pousos ist ein Ort und eine ehemalige Gemeinde (Freguesia) im portugiesischen Kreis Leiria. Die Gemeinde hatte 9779 Einwohner (Stand 30. Juni 2011).
Am 29. September 2013 wurden die Gemeinden Pousos, Barreira, Cortes und Leiria zur neuen Gemeinde União das Freguesias de Leiria, Pousos, Barreira e Cortes zusammengeschlossen.